# Vlag van Wytgaard

Vlag van Wytgaard

De vlag van Wytgaard is de dorpsvlag van het Nederlandse dorp Wytgaard, in de Friese gemeente Leeuwarden. De vlag werd in 1994 geregistreerd. Het ontwerp van de vlag is van de hand van Rudolf J. Broersma.

## Beschrijving
De beschrijving van de vlag is als volgt:
Drie golvende banen geel-blauw-geel in een hoogteverhouding van 19:7:4; op de eerste baan aan de broekzijde een zwarte adelaarskop met een hoogte, gelijk aan 13/20 vlaghoogte.
De kleuren zijn afkomstig van het dorpswapen.

## Symboliek

Golvende baan: symbool voor zowel de voormalige kleine haven van Wytgaard als de Zwette ten westen van het dorp.
- Adelaarskop: ontleend aan de wapens van de geslachten Van Feytsma, Van Jeltinga en Van Sytzama. Deze geslachten bewoonden de staten Feitsma en Camstra te Marwird.[3]